# Icaronycteris
Icaronycteris – wymarły rodzaj ssaka z monotypowej rodziny Icaronycteridae, który występował we wczesnym eocenie, około 52,2 miliona lat temu. 

## Etymologia
Icaronycteris: w mitologii greckiej Ikar (gr. Ικαρος Ikaros, łac. Icarus), był synem Dedala i Naukrate, który zginął podczas lotu na skrzydłach skonstruowanych przez jego ojca; gr. νυκτερις nukteris, νυκτεριδος nukteridos „nietoperz”. 

## Podział systematyczny
Do rodzaju należały następujące gatunki:
- Icaronycteris index Jepsen, 1966
- Icaronycteris menui Russell, Louis & Savage, 1973
- Icaronycteris sigei Smith, Rana, Missiaen, Rose, Sahni, H. Singh & L. Singh, 2007